# Friedhof der Namenlosen

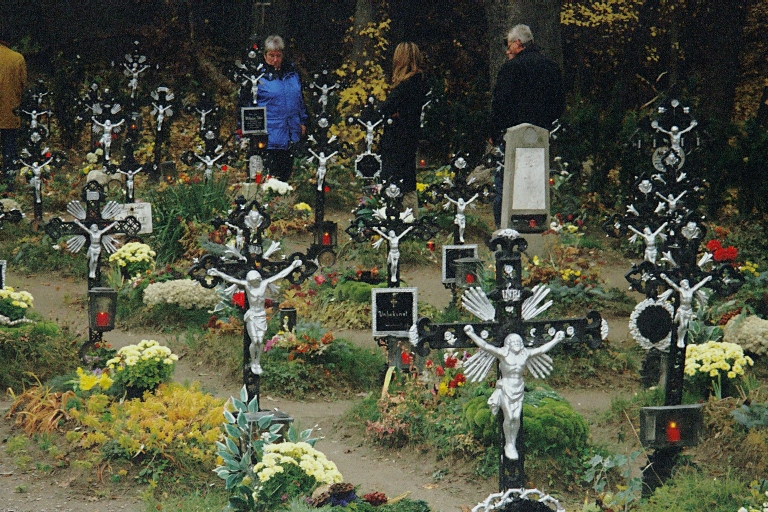
Der Friedhof der Namenlosen

Der Friedhof der Namenlosen ist ein Friedhof der Heimatlosen im 11. Wiener Gemeindebezirk Simmering. Er befindet sich im Bezirksteil Albern in der Nähe des Alberner Hafens. Genau genommen handelt es sich um zwei Friedhöfe, von denen aber heute nur mehr einer als solcher zu erkennen ist.

## Erster Friedhof der Namenlosen 1840 bis 1900

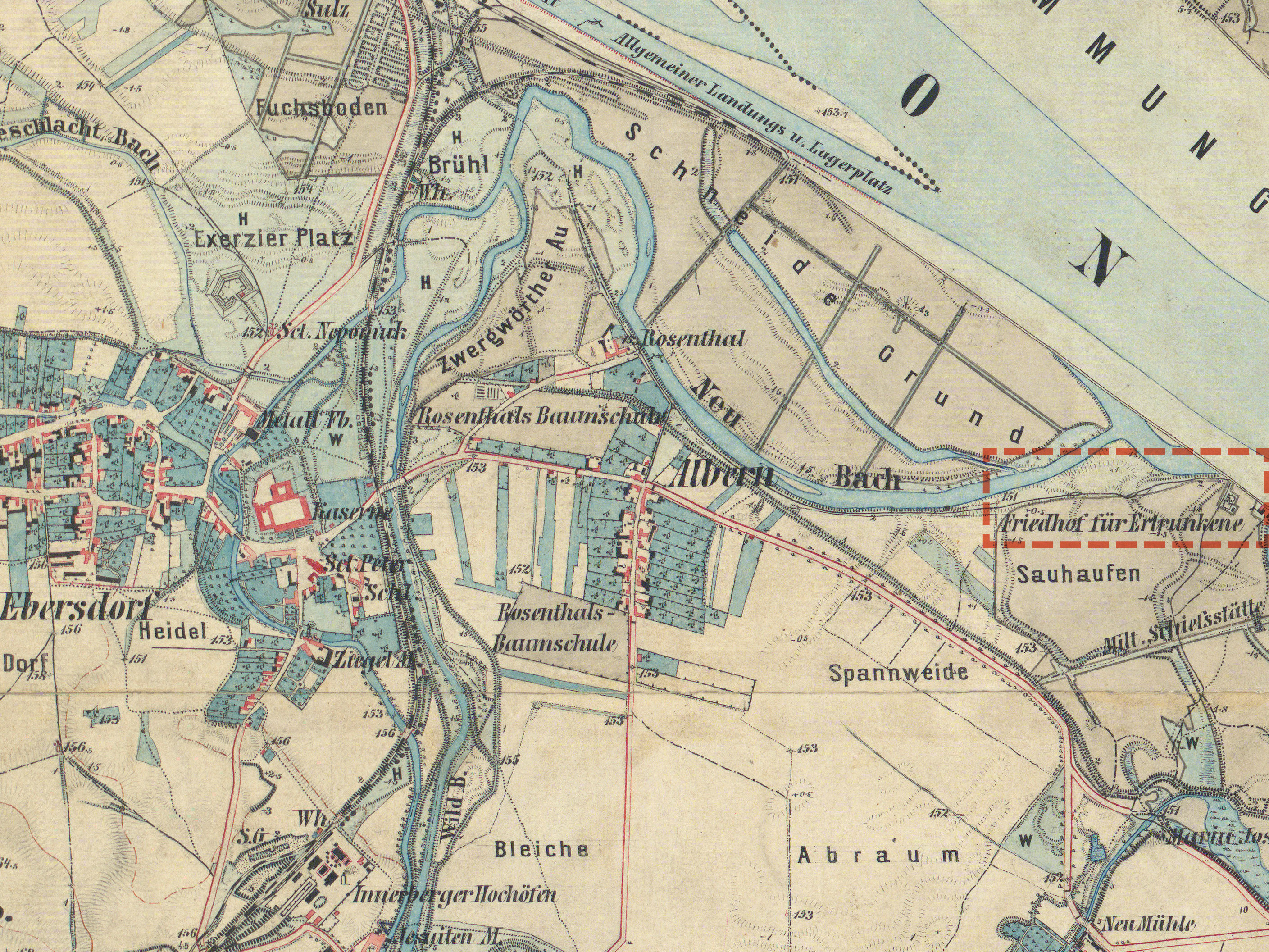
1873 als Friedhof für Ertrunkene kartografiert

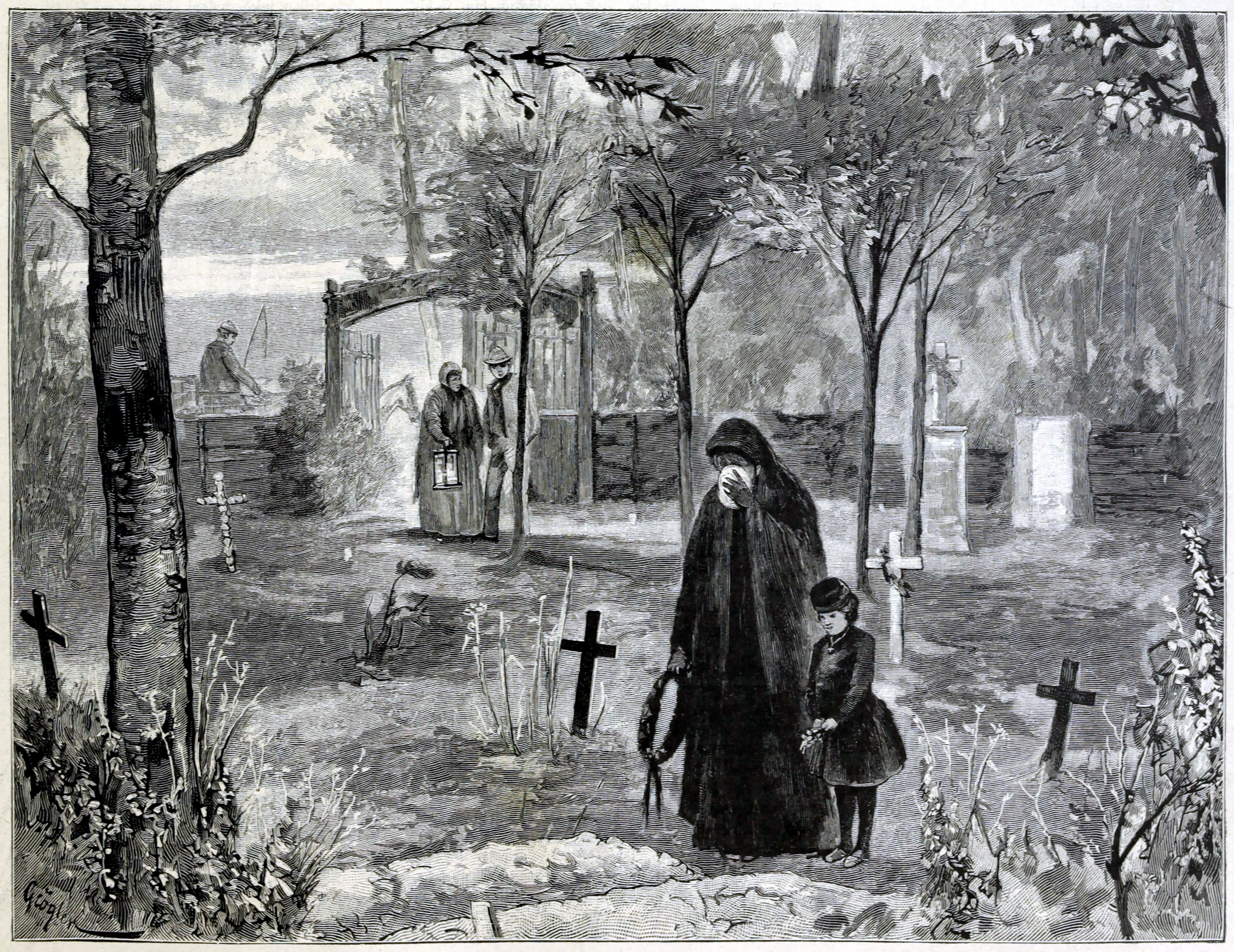
Friedhof der Namenlosen, Zeichnung nach der Natur von Wilhelm Grögler (1839–1897) aus Anlass des Allerseelentages 1886

1840 fand hier die erste Beisetzung einer unbekannten Wasserleiche aus der Donau statt. Ein Wasserstrudel trieb früher an dieser Stelle (Stromkilometer 1918,3) immer wieder neben Treibgut auch die Körper von Ertrunkenen, oft bis zur Unkenntlichkeit zersetzt, an Land. Die Identifizierung war meist nicht möglich. Ein reguläres Begräbnis blieb diesen Leichen, häufig von Menschen, die in der Donau Suizid begangen haben, verwehrt, sie wurden in Meterabständen sang- und klanglos eingegraben. Auch angeschwemmte identifizierbare Leichen wurden auf dem Friedhof bestattet, wenn sich kein anderer Begräbnisort fand. So entstand der erste Friedhof, der immer wieder überschwemmt wurde. Der Friedhof war in jenen Tagen durch ein mit „Ruhestätte“ überschriebenes Holztor zu betreten, ebenfalls in Holz ausgeführt war das den Leichnamen vorbehaltene Aufnahmehäuschen mit einem für den Anlassfall bereitstehenden Sarg. Eingangstor und Totenkammer, beide im Frühjahr 1893 durch einen Eisstoß stark beschädigt, wurden noch im selben Jahr renoviert; als in gutem Zustand befunden wurde der lebendige Zaun an den Grenzen des Friedhofs, bis dahin für 200 Opfer des Donaustroms letzte Ruhestätte. Bereits 1895 mussten Tor und Umzäunung hochwasserbedingt erneut ausgebessert werden.
Im Zuge von Erweiterungen des Hafengebietes und des Hochwasserschutzes wurde dieser Teil des Friedhofes im Winter 2012/2013 gerodet und planiert. Die Wiener Stadtarchäologie hat im Rahmen der Arbeiten etwaige Überreste einstiger Beerdigter geborgen. Auch das Gedenkkreuz, das einst die Stelle des alten Friedhofes markierte, wurde entfernt und soll an einer neuen Stelle an den alten Friedhof erinnern.

## Zweiter Friedhof der Namenlosen 1900 bis 1940 (bis heute)

Jährlich nach Allerheiligen wird der namenlosen Wasserleichen mit einem Floß aus Blumen und Kränzen gedacht

Dem Simmeringer Bezirksvorsteher Albin Hirsch ist es zu verdanken, dass im Jahre 1900 unter freiwilliger Mitwirkung von Simmeringer Handwerkern hinter dem Hochwasserschutzdamm auf einem Waldstück, das die Gemeinde Albern von der Stadt Wien gegen einen Anerkennungszins gepachtet hatte, ein zweiter Friedhof angelegt wurde, der bis heute gepflegt wird und zugänglich ist.
Im November 1918 musste der Friedhof bis auf Weiteres stillgelegt werden, da, bedingt durch die Not an Brennstoffen, Holzkreuze sowie ausgegrabene Särge geplündert wurden.
1935 erhielt der Friedhof bei Verstärkungsarbeiten am Schutzdamm eine steinerne Umfassungsmauer und eine von Architekt Karl Franz Eder (1904–1978) entworfene Einsegnungskapelle („Auferstehungskapelle“), die am 9. Oktober 1935 im Rahmen des feierlichen Abschlusses der Hochwasserschutzarbeiten von Kardinal Theodor Innitzer geweiht wurde. Als 1939 der Alberner Hafen und Getreidesilos gebaut wurden, änderten sich die Strömungsverhältnisse im Donaustrom und es wurden keine Leichen mehr angeschwemmt. Insgesamt wurden hier 104 Wasserleichen beerdigt, 43 davon konnten identifiziert werden, auf den anderen Kreuzen steht „unbekannt“.
Die letzte Beisetzung fand nach offiziellen Angaben 1940 statt, allerdings ist ein Grabkreuz mit der Jahreszahl 1953 zu finden. Da Albern 1938 an Wien angegliedert wurde (davor war es eine selbstständige Ortsgemeinde), werden unbekannte Tote aus der Donau seit 1940 auf Kosten der Stadt Wien auf dem Wiener Zentralfriedhof begraben. Deshalb blieb ein Teil des Friedhofes der Namenlosen leer.
Auf dem bestehenden Friedhof der Namenlosen wurde jeder Tote in einem Holzsarg begraben, der von einer Tischlerei gespendet wurde. Niemand wurde „einfach so“ verscharrt. Die Hafengesellschaft versuchte früher, das Friedhofsareal für den expandierenden Hafen zu nutzen. Dies konnte vermieden werden und steht heute nicht mehr zur Debatte. Ab 1957 stand der Friedhof unter der Obhut der Kulturabteilung der Stadt Wien; die Kapelle wurde 1987 mit Unterstützung der Wiener Hafen GmbH restauriert.
Der frühere ehrenamtliche Totengräber Josef Fuchs (* 4. März 1906; † 2. April 1996) hat den Friedhof bis zu seinem Tod mit großer Sorgfalt betreut und trug maßgeblich zu dessen Erhaltung und heutigem Erscheinungsbild bei. Auf den Gräbern wurden von ihm schlichte eiserne Kreuze mit weißen Christusfiguren angebracht. Er wurde für seine Arbeit mit dem Goldenen Verdienstzeichen des Landes Wien geehrt. Seine Nachkommen betreuen den Friedhof ehrenamtlich und ohne öffentliche Unterstützung weiter.
Jedes Jahr hält der Fischerverein Albern eine Gedenkfeier ab. Am Nachmittag des ersten Sonntags nach Allerheiligen lassen die Vereinsmitglieder ein von ihnen gebautes, mit Kränzen, Blumen und brennenden Kerzen geschmücktes Floß zu Wasser und bringen es mit Hilfe einer Zille in die Mitte der Donau. Auf dem Floß befindet sich ein symbolischer Grabstein mit der Inschrift Den Opfern der Donau und der in den Sprachen Deutsch, Tschechisch und Ungarisch verfassten Bitte, das Floß, sollte es am Ufer hängen geblieben sein, einfach weiterzustoßen.
Heute werden infolge der Donauregulierung und des Freudenauer Kraftwerks nur sehr selten Leichen hier angeschwemmt. Sie werden sofort nach dem Auffinden vom nahegelegenen Zentralfriedhof übernommen. Der letzte dokumentierte Fall einer Anspülung, November 2004, betraf eine Frauenleiche.
Seitens der Stadt Wien wird der Friedhof als stillgelegt geführt. Die Verwaltung des Friedhofs obliegt dem Unternehmen Wiener Hafen.
Die Auferstehungskapelle wird derzeit (2023) kirchlich betreut vom Geistlichen Silvio Crosina (Wien-Wieden), jeden ersten Sonntag im Monat wird von ihm (oder einem Vertreter aus der Pfarre) vor Ort eine Heilige Messe zelebriert.

## Kulturelles und Mediales
Der Friedhof gilt unter Touristen als Geheimtipp, wozu eine Sequenz im US-amerikanischen Spielfilm Before Sunrise, die auf dem Friedhof der Namenlosen spielt, beigetragen haben könnte. Auch eine Sequenz einer Episode der Kriminalserie SOKO Donau spielt auf dem Friedhof.
Im Nachkriegsösterreich, spielfilmisch stark geprägt von Themen wie Glücksspiel, Schmuggel, Schwarzmarkt, Prostitution und Gewalttaten, war der Friedhof der Namenlosen in dem als Skandal aufgenommenen Sozialdrama von Kurt Steinwendner, Wienerinnen – Schrei nach Liebe (1952), ein der Bedrohung dienendes Symbol für ein unweit davon in einem Getreidespeicher des Alberner Hafen geplantes Verbrechen.
Im Film Angeschwemmt aus dem Jahr 1994, gedreht von Regisseur und Kameramann Nikolaus Geyrhalter, erzählt der Totengräber Josef Fuchs ausführlich über seine Erlebnisse während seiner Tätigkeit. Es sind die oben beschriebenen Bräuche um Allerheiligen ebenso im Film dokumentiert und festgehalten.
Der österreichische Schriftsteller Georg Schmid hat 1982 seinen Roman Friedhof der Namenlosen veröffentlicht. Der Friedhof ist auch in dem 1999 erschienenen Roman Wiener Passion der österreichischen Schriftstellerin Lilian Faschinger sowie im Singspiel Hafen Wien von Ernst Molden einer der Schauplätze. Auch in Hans Wollschlägers Roman Herzgewächse oder Der Fall Adams wird der Friedhof der Namenlosen und eines seiner Gräber beschrieben.
Die österreichische Band L’Âme Immortelle thematisiert in ihrem Song Namenlos den Friedhof. Das gleichnamige Album sowie das Nachfolgealbum Durch fremde Hand beziehen sich auf die Inschriften von zwei Grabkreuzen auf dem Friedhof der Namenlosen. Der Text-Bild-Band Was bleibt des Autors Thomas Sabottka (den mit L’âme Immortelle eine Zusammenarbeit verbindet) hat den Friedhof als zentrales Thema.
1989 produzierte der ORF, Fachbereich „Literatur und Feature“, das Hörbild Der Friedhof der Namenlosen – Wie die Bergung von Wasserleichen einen Gutteil des Lebens ausmachen kann, in dem der langjährige Friedhofswärter Josef Fuchs ausführlich über seine Arbeit berichtet. Das vom ORF-Mitarbeiter Robert Weichinger gestaltete und mit Texten von Ludwig Fels unterlegte Hörbild wurde 1990 mit dem Andreas-Reischek-Preis ausgezeichnet.

## Weitere Ansichten des Friedhofs der Namenlosen

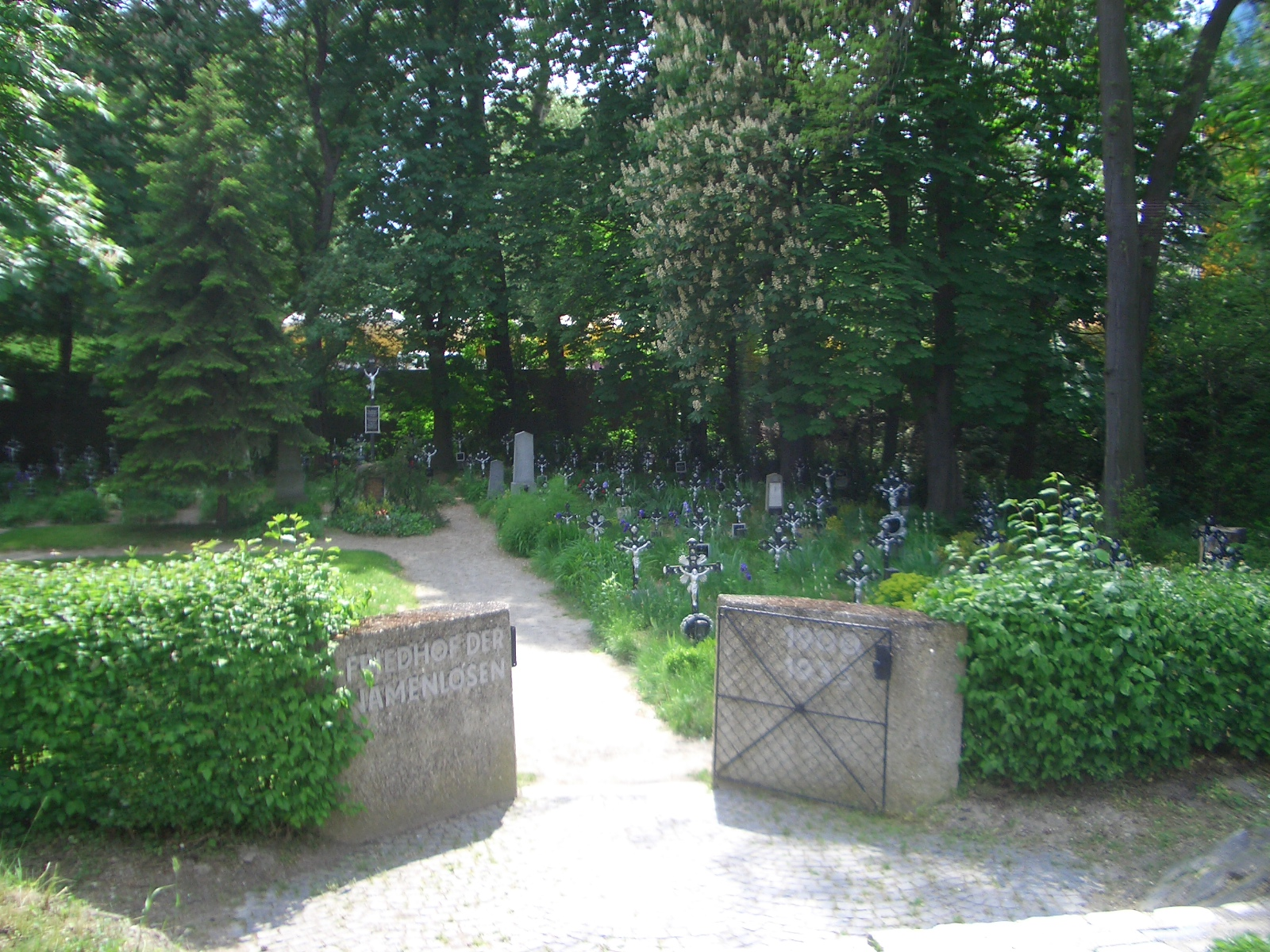
Eingangsbereich des Friedhofs
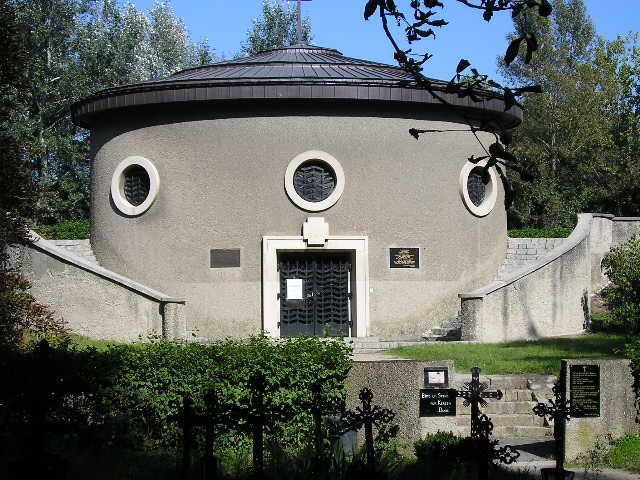
Die in den Damm integrierte Kapelle
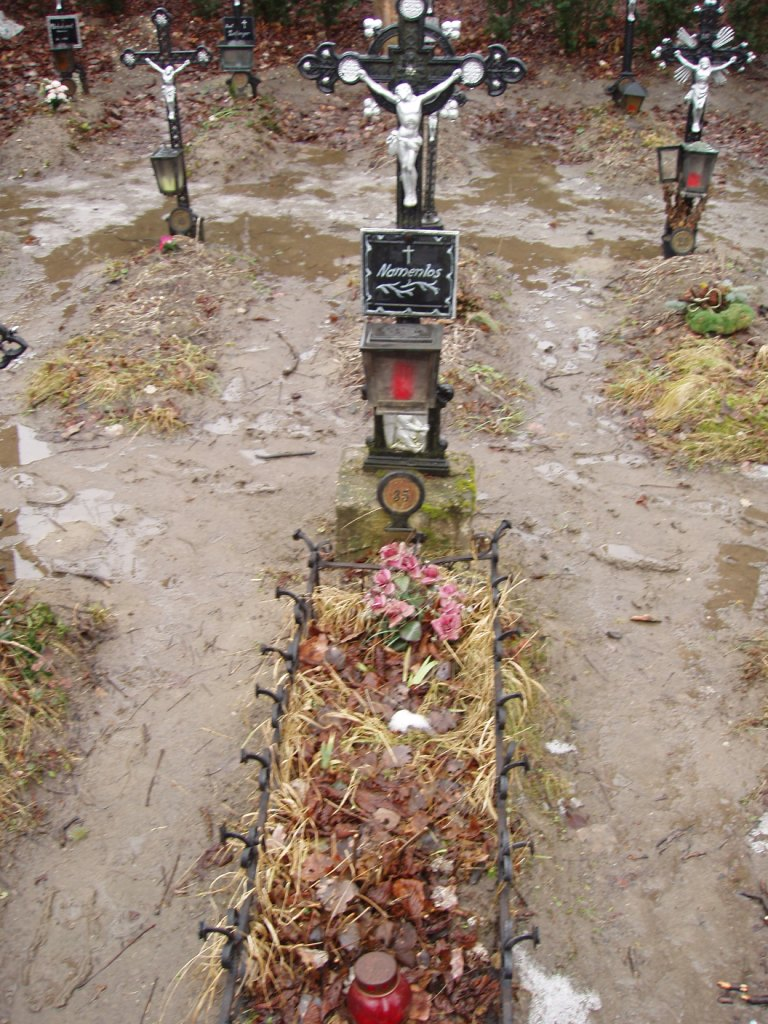
Das Grab einer/eines Unbekannten
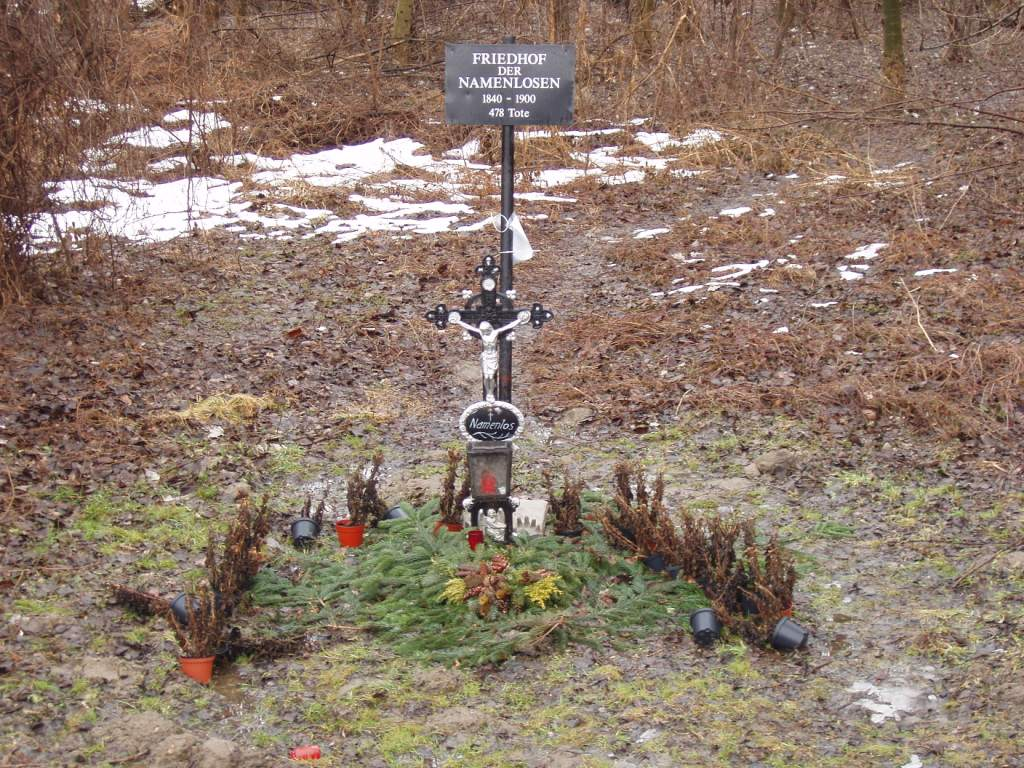
Der alte (aufgelassene) Friedhof
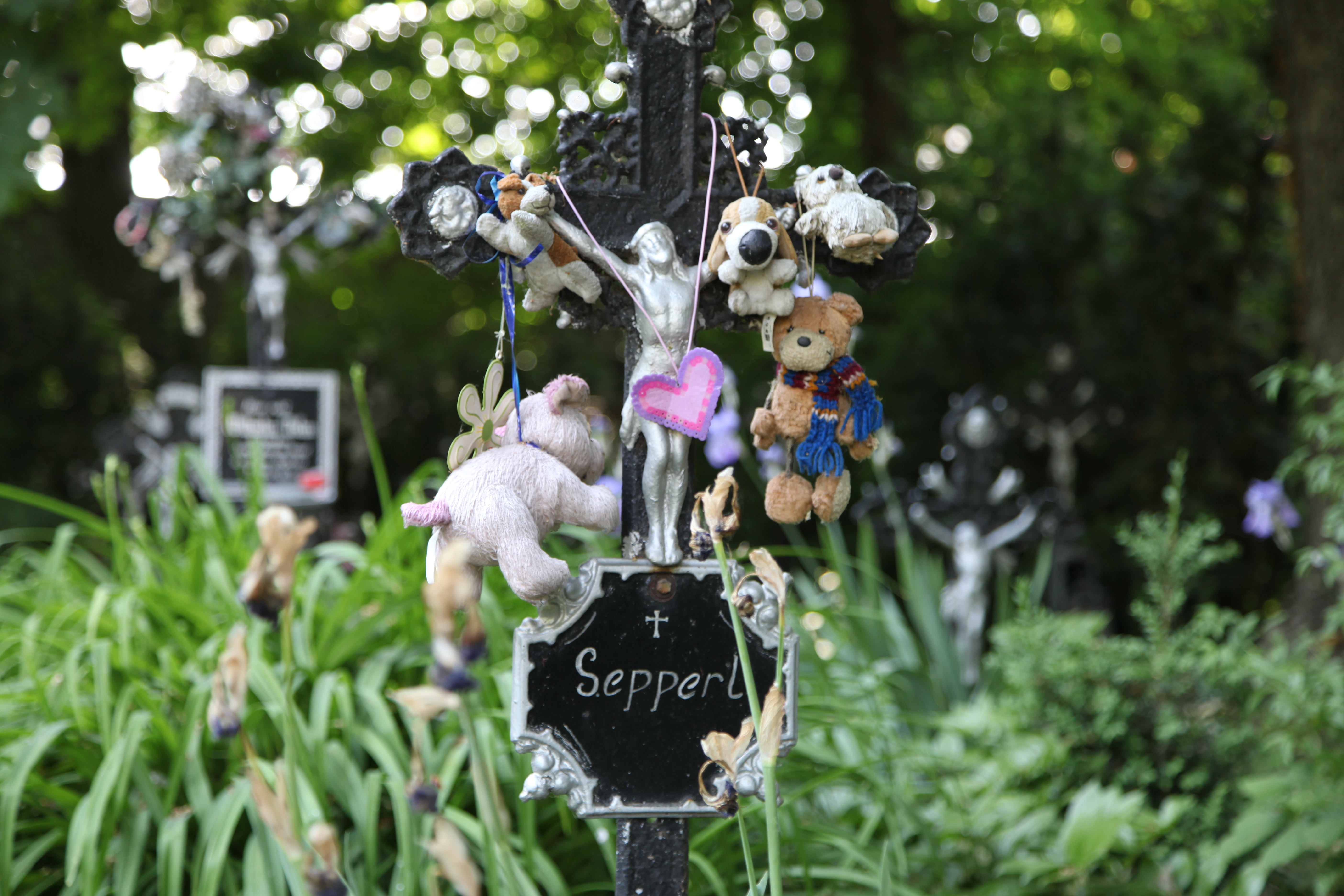
Grab eines ertrunkenen Jungen